# Carlo Targa

Ponderationi sopra la contrattatione maritima, 1692
(Fondazione Mansutti, Milano).

Carlo Targa (Genova, 25 marzo 1615 – Genova, 16 aprile 1700) è stato un giurista italiano.

## Biografia
Appartenente a una famiglia di mercanti padovani, si laureò in utroque iure a Bologna. Iniziò a lavorare in uno studio legale genovese e si iscrisse poi al Collegio dei Causidici, dove si preparò per la magistratura, in particolare per la curia dei Conservatori del Mare, in quanto esperto di diritto marittimo. I suoi tanti anni di lavoro sono condensati nella sua opera principale, Ponderazioni sopra le contrattazioni marittime (1692), che è di fatto la sua unica pubblicazione, con l'eccezione di un libretto in latino sul diritto processuale. L'opera è divisa in un centinaio di capitoli, con molte note a margine e in appendice circa sessanta di decisioni dei Conservatori del Mare e della Rota civile. Il libro espone la normativa marittima dell'epoca in Italia e nel resto d'Europa, con numerose citazioni di autori come Hevia Bolaños, Johannes Loccenius, Benvenuto Stracca, Francesco Rocco e Sigismondo Scaccia. L'opera ebbe molta fama, ottenendo molteplici riedizioni a Genova (1750, 1787), Livorno (1755), Venezia (1802), Trieste (1805), oltre a una traduzione in spagnolo pubblicata a Madrid nel 1753.